# Selaginella shensiensis
Selaginella shensiensis là một loài dương xỉ trong họ Selaginellaceae. Loài này được Christ mô tả khoa học đầu tiên năm 1897.
Danh pháp khoa học của loài này chưa được làm sáng tỏ. 